# Kaupichthys
Kaupichthys är ett släkte av fiskar. Kaupichthys ingår i familjen Chlopsidae.
Kladogram enligt Catalogue of Life:
| Kaupichthys | \| \| Kaupichthys atronasus \| \| \| \| \| \| Kaupichthys brachychirus \| \| \| \| \| \| Kaupichthys diodontus \| \| \| \| \| \| Kaupichthys hyoproroides \| \| \| \| \| \| Kaupichthys japonicus \| \| \| \| \| \| Kaupichthys nuchalis \| \| \| \| |
|             | \| \| Kaupichthys atronasus \| \| \| \| \| \| Kaupichthys brachychirus \| \| \| \| \| \| Kaupichthys diodontus \| \| \| \| \| \| Kaupichthys hyoproroides \| \| \| \| \| \| Kaupichthys japonicus \| \| \| \| \| \| Kaupichthys nuchalis \| \| \| \| |
|             | Boehlkenchelys |
|             | |
|             | Catesbya |
|             | |
|             | Chilorhinus |
|             | |
|             | Chlopsis |
|             | |
|             | Powellichthys |
|             | |
|             | Robinsia |
|             | |
|             | Thalassenchelys |
|             | |
|             | Xenoconger |
|             | |
|             | Kaupichthys atronasus |
|             | |
|             | Kaupichthys brachychirus |
|             | |
|             | Kaupichthys diodontus |
|             | |
|             | Kaupichthys hyoproroides |
|             | |
|             | Kaupichthys japonicus |
|             | |
|             | Kaupichthys nuchalis |
|             | |

|  | Kaupichthys atronasus    |
|  |                          |
|  | Kaupichthys brachychirus |
|  |                          |
|  | Kaupichthys diodontus    |
|  |                          |
|  | Kaupichthys hyoproroides |
|  |                          |
|  | Kaupichthys japonicus    |
|  |                          |
|  | Kaupichthys nuchalis     |
|  |                          |